# Enciklopedija Slovenije
Enciklopedija Slovenije és una enciclopèdia en eslovè que conté tot el relatiu a Eslovènia. Ha estat publicada durant els anys 1987-2002 en 16 volums per Mladinska knjiga en cooperació amb l'Academia Eslovena de Ciències i Arts.
Els editors de l'enciclopèdia són Marjan Javornik, Dušan Voglar i Alenka Dermastia, editors d'articles especials són Rajko Pavlovec, Blaž Resman, Janez Stergar, Zdravko Mlinar, Peter Weiss, Tone Wraber, Aleš Krbavčič i Tone Ferenc.
Dels primers volumes se'n van fer 30.000 còpies però de les posteriors només se'n farien 15.000 per la caiguda en els vendes.

## Volums
1. A-Ca. - 1987. - XVII, 421 pàgines - 30.000 còpies
2. Ce-Ed. - 1988. - XV, 416 pàgines - 31.000 còpies
3. Eg-Hab. - 1989. - XV, 416 pàgines - 30.000 còpies
4. Hac-Kare. - 1990. - XVII, 416 pàgines - 30.000 còpies
5. Kari-Krei. - 1991. - XV, 416 pàgines - 22.000 còpies
6. Krek-Marij. - 1992. - XV, 416 pàgines - 20.000 còpies
7. Marin-Nor. - 1993. - XV, 416 pàgines - 20.000 còpies
8. Nos-Pli. - 1994. - XVI, 416 pàgines - 20.000 còpies
9. Plo-Ps. - 1995. - XV, 416 pàgines - 20.000 còpies
10. Pt-Savn. - 1996. - XV, 416 pàgines - 20.000 còpies
11. Savs-Slovenska m. - 1997. - XV, 416 pàgines. - 18.000 còpies
12. Slovenska n-Sz. - 1998. - XV, 416 pàgines - 18.000 còpies
13. Š-T. - 1999. - XV, 416 pàgines - 18.000 còpies
14. U-We. - 2000. - XV, 416 pàgines - 15.000 còpies
15. Wi-Ž; Overview. - 2001. - XV, 416 pàgines - 15.000 còpies
16. Appendix A-Ž; Contents. - 2002. - XV, 416 pàgines - 15.000 còpies